# Боршод
Боршод (лат. comitatus Borsodiensis, угор. Borsod vármegye, словац. Boršodská župa, нім. Komitat Borschod, укр. Комітат Боршод) — історичний комітат (жупа) у північній частині Угорського королівства.

## Етимологія
Назва походить від власного імені Борш (ранньосередньовічний магнат) із суфіксом -d, який використовувався для назви місцевостей у староугорській мові. Особисте ім’я Борш могло походити від слов’янського власного імені Бориш (теорія Елемера Моора). Словацькі вчені припускають слов'янське походження, зокрема Ян Станіслав вказав на кілька топонімів зі схожою етимологією (Бор[і]ша). Ян Штайнгюбель вказує на чеське ім'я Борша (член свити Бржетіслава II); від цього ж імені походить також, напр. Боршов-над-Влтавою.

## Географія
Межував у 1910 році з комітатами Гемер-Кішхонт і Абауй-Торна на півночі, Гевеш на заході, Гайду на півдні та Земплін і Сабольч на сході. Річка Тиса була південно-східною межею комітату, її притока Шайо або Солона протікає посередині комітату.

## Історія
Боршод є одним із найстаріших комітатів Угорського королівства. У ранній історії Угорського королівства кожне графство (на латині comitatus) формувалося навколо укріплення (більшість цих укріплень були дерев'яними замками; більшість кам’яних замків були побудовані після монгольської навали на Угорщину в середині 13 століття). Замок, який стояв поблизу сучасного Еделень, носив ім’я свого першого управителя, Борша, який жив під час правління верховного князя Гези або його сина Стефана I.
Кордони графства стали постійними на початку 14 століття, коли було утворено сусіднє графство Торна, і вони залишалися в основному незмінними протягом наступних шестисот років. Згодом сюди переселилися й інші групи: печеніги (кінець 10-поч. 11 ст.) та узи (11-12 ст.). Це також видно з таких топонімів, як Сірмабешеньє (Szirmabesenyő, besenyő — угорська назва печенігів) та Озд (від «узи»).
Парафії округу від початку належали до Егерської єпархії. У регіоні було засновано декілька монастирів: Сазд (кланом Аба, XI ст.), Болдва (королевою, 12 ст.), Кач (кланом Орсур), Тапольца (кланом Мішкольц), Белгаромкут (єпископом Егеру після 1232 р.).
Битва на річці Шайо ознаменувала початок монгольської навали, яка мала катастрофічні наслідки для Угорщини. Відбулася на правому березі річки Шайо в комітаті Боршод, поблизу села Мугі, 11 квітня 1241 р. Монголи розгромили армію короля Бели IV. Під час дворічного вторгнення було повністю знищено 16 із 69 сіл повіту.
У 1248 році, коли король Бела наказав побудувати кам'яні замки по всьому королівству, кілька нових замків також було побудовано в графстві Боршод (Cserepvár, Csorbakő, Dédes, Diósgyőr, Éleskő), багато з них на місцях колишніх, зруйнованих  дерев'яних замків. Монастир Болдва був зруйнований під час другої монгольської навали в 1285 році.
У папських десятинних реєстрах з 1332 по 1335 рік графство згадується як таке, що має 91 парафію. У повіті на той час було близько 240 сіл. До битви під Могачем (1526), яка знаменує початок османської окупації Угорщини (тривала понад 160 років), у комітаті було 13 замків, 13 ринкових міст (oppidum, включаючи Мішкольц і Мезйокйовешд) і 250 сіл, що належали 235 різними феодалами, включаючи єпархії та монастирі. Управителем повіту був капітан замку Діошдьор.
У 1566 році османи зайняли замки Дедес і Діошдьор, а після битви під Мезекерестеш (26–28 жовтня 1596) вони також зайняли Мішкольц. Ці території були під контролем Османської імперії до 1687 року.
У наступному столітті в комітаті відбулася важлива історична подія боротьби за свободу князя Ракоці: 18 червня 1707 року тут, біля села Онод, відбувся Онодський сейм, на якому Угорщина була проголошена незалежною від влади Габсбургів.
У 1724 році було вирішено, що в Мішкольці буде побудовано комітатську раду Боршоду, таким чином місто офіційно стало центром округу. Будівля була побудована між 1825 і 1827 роками.
У 19 столітті відбулися деякі незначні зміни в території комітату: між 1807 і 1812 роками села Сьольошке, Цеґлєд, Тігаммер, Ольмадяр, Фельнімет і Бекольце (багато з них сьогодні є міськими частинами Егера) були приєднані до сусіднього комітату Гевеш, тоді як Еґерфармош, Іванка, Сокепуста та млин Кішталья були приєднані від Гевеша до Боршода. У 1850 році кілька інших міст і сіл Боршода були приєднані до сусідніх комітатів: Андорнак, Кішталья та Фельшотаркань до Гевеша, Домагаза та Шікатор до Гемер-Кішгонта. Села Онґа (раніше належало до комітату Абауй) та Кюльшебеч (раніше входило до комітату Земплін) стали частиною Боршода. У 1907 році Мішкольц отримав статус міста з муніципальними правами і де-юре став незалежним від комітату Боршод.
З 63 комітатів Угорщини Боршод був 39-м за площею, 23-м за чисельністю населення та 11-м за щільністю населення (80 осіб/км²) у 1910 році. Між 1899 і 1913 роками багато людей покинули Угорщину та емігрували в інші країни; з Боршода емігрувало 23 797 осіб, не враховуючи 7 313, які врешті повернулися, що робить комітат 18-м у списку угорських повітів з найбільшою кількістю емігрантів.
У 1919 році Боршодський комітат налічував 177 сіл (13 із них мали населення понад 2000 осіб).
Після Першої світової війни Австро-Угорщина поділилась на кілька країн. Межі комітату Боршод залишилися незмінними, але в навколишніх комітатів за Тріанонським договором більшість території відійшло до Чехословаччини: Абауй-Торна (Абауй був об'єднаний з Торною в 1882 році) — 48%, Земплен — 72% і Гемер-Кішгонт — 92,5%. У 1923 році повіт Боршод був об’єднаний із рештою колишнього повіту Гемер-Кішгонт, щоб утворити «тимчасово об’єднаний повіт Боршод-Гемер-Кішгонт» зі столицею в Мішкольці.
2 листопада 1938 року Перший віденський арбітраж віддав Угорщині деякі частини Гемер-Кішгонта, Боршод і Гемер-Кішгонт знову стали окремими один від одного, але межа між ними трохи змінилася.
У 1941 році в комітаті проживало 382 324 жителі (378 303 угорців, 272 німці, 240 румунів, 210 русинів, 2103 цигани та 2324 інших; 225 476 римо-католиків, 19 625 греко-католиків, 226 православних, 8657 євангелістів, 109 809 протестантів, 105 унітаріїв, 970 баптистів, 16 997 євреїв, 164 інших релігій).
Після Другої світової війни рішення віденського арбітражу було оголошено недійсним, і Угорщина повернула території Чехословаччині;  а частину Гемер-Кішгонта, що залишилася, знову об’єднали з комітатом Боршод, утворивши комітат Боршод-Гемер. 16 березня 1950 року під час широкомасштабної адміністративної реформи рештки комітатів Абауй-Торна та Земплін було приєднано до Боршод-Гемера, утворивши сучасний повіт Боршод-Абауй-Земплен, лише центр повіту Боршод Мішкольц зберіг свій статус адміністративного центру, а Шаторальяуйгей від комітату Земплін, і Сіксо від комітату Абауй, втратили його.
Сьогодні територія, яка колись була комітатом Боршод, є найбільш урбанізованою та промислово розвиненою територією Боршод-Абауй-Земплена, де проживає 3/4 населення медьє. Там також знаходяться три найбільші міста медьє – Мішкольц, Озд і Казінцбарцика. У розмовній мові медьє Боршод часто використовується для позначення Боршод-Абауй-Земплена в цілому.

### 1900
У 1900 році населення комітату нараховувало 257 586 осіб, і воно складалося з таких мовних спільнот:
- Угорці: 243,117 (94.38%)
- Словаки: 9,338 (3.63%)
- Німці: 3,155 (1.22%)
- Інші або невідомо: 1,976 (0.77%).

За даними перепису 1900 року, населення комітату складалося з таких релігійних громад:
- Римо-католики: 137,980 (53.57%)
- Кальвіністи: 83,310 (32.34%)
- Євреї: 16,477 (6.40%)
- Греко-католики: 12,850 (4.99%)
- Лютерани: 6,700 (2.60%)
- Інші або невідомо: 269 (0.10%).

### 1910
Населення комітату в 1910 нараховувало 289 914 особи і складалося з таких мовних спільнот:
- Угорці: 281,874 (97.23%)
- Словаки: 4,115 (1.42%)
- Німці: 2,379 (0.82%)
- Інші або невідомо: 1,546 (0.53%).

За даними перепису 1910 року, населення комітату складалося з таких релігійних громад:
- Римо-католики: 160,699 (55.43%)
- Кальвіністи: 88,856 (30.65%)
- Євреї: 18,346 (6.33%)
- Греко-католики: 14,086 (4.86%)
- Лютерани: 7,299 (2.52%)
- Інші або невідомо: 628 (0.22%).

## Повіти
| Повіти (járás)                             | Повіти (járás)  |
| Повіт                                      | Повітовий центр |
| ------------------------------------------ | --------------- |
| Еделень                                    | Еделень         |
| Мезйочат                                   | Мезйочат        |
| Мезйокйовешд                               | Мезйокйовешд    |
| Мішкольц                                   | Мішкольц        |
| Озд                                        | Озд             |
| Шайосентпітер                              | Шайосентпітер   |
| Міський повіт (törvényhatósági jogú város) |                 |
| Мішкольц (з 1909 р.)                       |                 |
| Вільне місто (rendezett tanácsú város)     |                 |
| Мішкольц (до 1909 р.)                      |                 |